# Clark Graebner
Clark Graebner, właśc. Clark Edward Graebner (ur. 4 listopada 1943 w Cleveland) – amerykański tenisista, zwycięzca French Championships 1966 w grze podwójnej, zdobywca Pucharu Davisa 1968.

## Kariera tenisowa
Zawodowym tenisistą Graebner był w latach 1968–1976. Jest finalistą U.S. National Championships 1967 w grze pojedynczej i zwycięzcą French Championships 1966 w grze podwójnej, wspólnie z Dennisem Ralstonem. Na tym samym turnieju został finalistą gry mieszanej z Ann Haydon-Jones, a podczas U.S. National Championships 1966 osiągnął razem z Ralstonem finał debla.
W latach 1965–1968 reprezentował Stany Zjednoczone w Pucharze Davisa, notując bilans szesnastu zwycięstw przy czterech porażkach. Znacząco przyczynił się do triumfu zespołu w 1968 gdy w finale Amerykanie pokonali 4:1 Australię, a Graebner zdobył wówczas dwa punkty po singlowych wygranych z Billem Bowreym i Rayem Ruffelsem.

### Finały w turniejach wielkoszlemowych

#### Gra pojedyncza (0–1)
| Końcowy wynik | Nr | Data             | Turniej                                   | Nawierzchnia | Przeciwnik    | Wynik finału  |
| ------------- | -- | ---------------- | ----------------------------------------- | ------------ | ------------- | ------------- |
| Finalista     | 1. | 10 września 1966 | U.S. National Championships, Forest Hills | Trawiasta    | John Newcombe | 4:6, 4:6, 6:8 |

#### Gra podwójna (1–1)
| Końcowy wynik | Nr | Data             | Turniej                                   | Nawierzchnia | Partner        | Przeciwnicy             | Wynik finału  |
| ------------- | -- | ---------------- | ----------------------------------------- | ------------ | -------------- | ----------------------- | ------------- |
| Zwycięzca     | 1. | 5 czerwca 1966   | French Championships, Paryż               | Ceglana      | Dennis Ralston | Ilie Năstase Ion Țiriac | 6:3, 6:3, 6:0 |
| Finalista     | 1. | 12 września 1966 | U.S. National Championships, Forest Hills | Trawiasta    | Dennis Ralston | Roy Emerson Fred Stolle | 4:6, 4:6, 4:6 |

#### Gra mieszana (0–1)
| Końcowy wynik | Nr | Data           | Turniej                     | Nawierzchnia | Partnerka        | Przeciwnicy                   | Wynik finału  |
| ------------- | -- | -------------- | --------------------------- | ------------ | ---------------- | ----------------------------- | ------------- |
| Finalista     | 1. | 5 czerwca 1966 | French Championships, Paryż | Ceglana      | Ann Haydon-Jones | Annette Van Zyl Frew McMillan | 6:1, 3:6, 2:6 |